# Rivière aux Mélèzes
Rivière aux Mélèzes (ang. Larch River) – rzeka w północnym Quebecu, w Kanadzie, jedna z dwóch, obok Caniapiscau, rzek źródłowych Koksoak. Jej długość wynosi 434 km.
Jej nazwa oznacza po francusku i angielsku "rzeka modrzewiowa". Jej dolina posiada na tyle sprzyjające warunki, że może utrzymać się tutaj las modrzewiowy, podczas gdy północna granica lasu znajduje się około 400 km bardziej na południe. Obszar dorzecza poza samą doliną porasta tundra.